# Kaiservilla
Cesarjeva vila (nemško Kaiservilla) v Bad Ischlu (Zgornja Avstrija) je bila poletna rezidenca cesarja Franca Jožefa I. in avstrijske cesarice Elisabete Bavarske (Sisi).

## Zgodovina
Stavba ob vznožju Jainzenberga je bila prvotno vila v bidermajerskem slogu, ki jo je leta 1834 zgradil dunajski notar Josef August Eltz. Leta 1850 jo je kupil zdravnik Eduard Mastalier. Po zaroki cesarja Franca Jožefa I. z vojvodinjo Elisabeto na Bavarskem leta 1853 je mati Franca Jožefa, nadvojvodinja Sophie, pridobila posest kot poročno darilo cesarskega para.
V naslednjih letih je bila vila zgrajena po načrtih Anton(a) Le Grenzi (* 1804, † 30 marca 1858), k.k. prvi osebni služabnik Franca Jožefa I., prezidana in dozidana v neoklasicističnem slogu. Obstoječe osrednje krilo so razširili na parkovno stran, tako da so prvotni zadnji del hiše spremenili v reprezentativen vhod s klasičnimi stebri in timpanonom. Poleg tega sta nastali še dve stranski krili, ki sta celotni zgradbi dali obliko E, kar nakazuje na možen poklon naročnika svoji ženi.
Vilo obdaja velik angleški park. Park, marmorno palačo – v kateri je od leta 1978 muzej fotografij Zgornje-avstrijskih državnih muzejev – in vsa gospodarska poslopja je zasnoval dvorni vrtnar Franz Rauch. Marmorni grad je služil kot dvorec za umik Elizabete. Celoten stavbni kompleks v današnji obliki je bil dokončana šele leta 1860, saj gradnja v poletnih mesecih zaradi prisotnosti cesarske družine ni bila dovoljena. Vodnjak iz belega marmorja pred osrednjim krilom je leta 1884 izdelal Viktor Tilgner. Celoten hišni hrib Jainzenberg je tudi pripadal cesarskemu posestvu, tu so bile sprehajalne poti in razgledne točke, bilo pa je tudi lovišče.
Cesar je skoraj vsako poletje preživel nekaj tednov v tej majhni poletni palači. Številne kronane glave tistega časa so nekoč gostovale v cesarski vili in skoraj vsako leto je Franc Jožef praznoval tukaj v Bad Ischlu 18. avgusta svoj rojstni dan. 28. julija 1914 je v svoji delovni sobi v zahodnem krilu hiše podpisal usodno vojno napoved Srbiji (in istega dne znani manifest An Meine Völker!), ki se je nato razvila v prvo svetovno vojno, in privedla do propada Avstro-Ogrske. Cesar Franc Jožef je umrl leta 1916 in zapustil posestvo svoji najmlajši hčerki, nadvojvodinji Mariji Valeri. Poročena je bila z nadvojvodom Francem Salvatorjem iz avstrijsko-toskanske linije, kar je pomenilo, da je lastništvo ostalo v družini Habsburžanov. Ker je bila cesarska vila v zasebni lasti Habsburžanov in sta se Franc Salvator in Marie Valerie odpovedala vsem zahtevam do prestola, je posest ostala v njihovi lasti tudi po razpadu Avstro-Ogrske (1918). Vilo je  podedoval njun sin Hubert Salvator Habsburško-Lotarinški. Današnji lastnik je njegov sin Markus Emanuel Habsburško-Lotarinški.
Kompleks Kaiservilla Bad Ischl, ki vključuje Kaiservilla samt Park, pa tudi Kaiservilla-Küchengebäude (pisarne), nekdanjo Gärtnerhaus (vrtnarija), Marmorschlössl in stavbe Foto muzeja Zgornje Avstrije in Državne glasbene šole so pod spomeniškim varstvom. Park je dobro ohranjen v prvotnem stanju zgodnjega historicizma, je eden najpomembnejših spomenikov vrtne arhitekture v Avstriji in je kot tak s številko 24 uvrščen v seznam parkov in vrtov v skladu z 1. členom 12. odstavka o spomeniškem varstvu (Nr. 24 im Anhang zu § 1 Abs. 12 DMSG).
Vila in park sta odprta za javnost v poletnih mesecih in občasno v zimskem času. Cesarjev park (Kaiserpark) je bil uradni del razstavnega prostora v času Zgornje-avstrijske državne hortikulturne razstave 2015, katere moto je bil »... Cesarjevi novi vrtovi«.

## Galerija
- Glavno krilo cesarske vile
- Pogled iz parka
- Vodnjak iz belega marmorja Viktor Tilgner
- Poslušalec, skulptura iz dragocene rude, je bila darilo angleške kraljice cesarici Elisabeth